# Distretto di Mizda
Il distretto di Mizda (in arabo شعبية مزدة) è stato uno dei 32 distretti della Libia; con la riforma del 2007 è entrato a far parte del distretto di al-Jabal al-Gharbi.
Si trovava nella regione storica della Tripolitania. Capoluogo era la città di Mizda.
Mizda confinava con i seguenti distretti:
- Bani Walid - nord-est
- Sirte - est
- Giofra - sud-est
- Wadi al-Shatii - sud
- Ghadames - ovest
- Nalut - nord-ovest,
- Iefren - nord-ovest,
- Garian - nord
- Tarhuna e Msallata - nord-est